# Condominio Bahía Pacífica
El Condominio Bahía Pacifica es un edificio ubicado en Punta Pacífica, en el Corregimiento de San Francisco, en la ciudad de Panamá, edificio se convirtió en el tercer más alto de Panamá, después del Aquamare y Aqualina Tower, para mediados del año 2008 fue superado por el Venetian Tower y el Ocean One.

## Detalles importantes
- Su construcción comenzó en el 2005 y finalizó en el 2007.

## Datos clave
- Altura: 185 m.
- Espacio total: --- m².
- Condición: Construido.
- Rango: 	
  - En Panamá: 2007: 3.eɽ lugar
  - En Latinoamérica: 2008: 13.eɽ lugar